# Páró község
Páró község (románul: Comuna Părău) község Brassó megyében, Romániában. Központja Páró, beosztott falvai Alsóvenice, Felsővenice, Grid.

## Népessége
A 2011-es népszámlálás adatai alapján a község népessége 1874 fő volt.